# Monsieur de Coyllin ou l'Homme infiniment poli
Monsieur de Coyllin ou l'Homme infiniment poli est une comédie en 1 acte d'Eugène Labiche, Auguste Lefranc et Marc-Michel (sous le pseudonyme collectif de Paul Dandré) représentée pour la 1re fois à Paris au Théâtre du Palais-Royal le 2 juillet 1838.
Elle est éditée par Basile Marchant, dans sa collection du Magasin théâtral.

## Argument
L'action se déroule dans un château , la forteresse de Brissach, durant la guerre de Hollande. Le roi Louis XIV, accompagné de sa cour, doit y  passer la nuit. Le duc de Lauzun confie à ses amis qu'il est tombé amoureux de Madame de Kergoët, une jeune veuve venue de Bretagne et  nouvellement arrivée à la cour. Cependant, la jeune femme semble être davantage sensible aux attention de duc de Coyllin, réputé et moqué dans la cour pour son excessive politesse. De Lauzun traite par le mépris cette rivalité et parie avec ses amis que la jeune femme sera dans son lit avant le lendemain matin. Il va tenter durant la nuit de gagner son pari.

## Création et réception
Cette pièce en un acte, mêlée de chants, est la première de Labiche représentée,. Il l'écrit  avec la complicité de deux de ses amis Auguste Lefranc et Marc-Michel. Il s'agit d'un vaudeville dans un cadre historique dont l'action se déroule au XVIIe siècle. Il la propose au directeur du Palais Royal qui, la jugeant passable, accepte de la monter. Le directeur choisit, pour incarner Monsieur de Coyllin, un jeune acteur Paul Grassot dont le pouvoir comique va se révéler et contribuer au modeste succès de la pièce.

## Distribution
| Acteurs et actrices ayant créé les rôles          |                   |
| Personnage                                        | Acteur ou actrice |
| M. de Coyllin                                     | Grassot           |
| Mme de Kergoet                                    | Mlle Pernon       |
| Le Duc de Lauzun                                  | Derval            |
| Le Duc d'Humières                                 | M. Faugères       |
| Cavoie, maréchal des logis                        | M. Barthélémy     |
| De Saint-Luc, gentilhomme de la cour de Louis XIV | M. Lemeunier      |
| De Beaufort, gentilhomme de la cour de Louis XIV  | M. Masson         |
| Daumont, valet de chambre                         | M. Feltis         |
| Foucault, maître d'hôtel                          | M. Rémy           |
| Mme de Nogent, dame de la cour                    | Mlle Adeline      |
| Mme de Chamarante, dame de la cour                | Mlle Joséphine    |